# Truck Driver
Truck Driver – Gejagt von einem Serienkiller (Originaltitel: Roadgames) ist ein australischer Thriller aus dem Jahr 1981 mit Stacy Keach.

## Handlung
LKW-Fahrer Pat Quid legt nahe einem Motel in den Außenbereichen von Melbourne seine Ruhezeit ein und bemerkt den Fahrer eines grünen Vans, der dort eincheckt und eine Anhalterin dabei hat. Quid hatte diese ebenfalls vorher gesehen, durfte sie allerdings aufgrund der Regeln des Fuhrunternehmens nicht mitnehmen.
Als er am nächsten Morgen erwacht, sein Dingo Boswell an einigen Mülltüten schnüffelt und er sieht, wie der Van-Fahrer dies beobachtet, nimmt er es zur Kenntnis, wird aber zunächst noch nicht misstrauisch. Tatsächlich aber hat der Van-Fahrer die Anhalterin mittels einer Gitarrensaite erdrosselt.
Nachdem Quid seine Ladung – einen Sattelauflieger voller Schweinehälften nach Perth – angehängt und sich auf den Weg begeben hat, vertreibt er sich die lange Fahrtzeit durch die Nullarbor-Ebene mit dem Beobachten anderer Verkehrsteilnehmer – beispielsweise eines Mannes mit Auto und Bootsanhänger, im Folgenden „Captain Careful“ genannt – sowie „Gesprächen“ mit dem Dingo. Durch eine über die Straße gespannte Papierkette wird er zum Bremsen gezwungen, wonach eine stämmige Frau namens Frita zusteigt und Quid auffordert, sie mitzunehmen, nachdem ihr Mann sie zurückgelassen hat. Während des Gesprächs mit Frita setzt diese Quid über einen Frauenmörder in Kenntnis, über den bereits im Radio berichtet wird.
Im gleichen Moment bemerkt Pat den Van-Fahrer, der angehalten hat und etwas zu vergraben scheint. Als dieser Quid bemerkt, packt er überstürzt zusammen und fährt davon. Frita glaubt zudem auch aufgrund seines Gehabes immer mehr, Quid sei der Killer, was dieser nur mühsam entkräften kann.
An einer Raststätte, bei der Quid erfolglos die Behörden auf den grünen Van aufmerksam machen will, wird der Dingo vom Van-Fahrer angegriffen und verletzt. Quid macht sich an dessen Verfolgung, begegnet aber ein weiteres Mal Captain Careful. Dieser blockiert ihn jedoch, da Quid ihn während des vormaligen Überholmanövers von der Straße gedrängt hatte. Zwar gelingt es Pat letztlich, vorbei zu gelangen, wobei er dessen Boot zerstört; doch der Van hat bereits zu großen Vorsprung, um ihn noch einzuholen.
Schließlich nimmt Quid die Anhalterin Hitch mit, an welcher er bereits mehrfach vorbeigefahren ist und die sich als amerikanische Diplomatentochter namens Pamela entpuppt. Auch mit ihr redet er über den Killer und nach einer Polizeikontrolle, bei der Quid einmal mehr ergebnislos auf den Van verweist, drängt Pamela Quid, gemeinsam den Van-Fahrer zu stellen.
Während eines Stopps an einer weiteren Raststätte bemerkt Pamela erneut den grünen Van, den sie bereits während einer nächtlichen Rast sah und der ihnen zu folgen scheint. Quid versucht den vermeintlichen Killer in der Toilette zu stellen; parallel untersucht Pamela den Van, wobei der Killer sie findet.
Als Quid aus der Toilette kommt sind der Van und Pamela verschwunden. Er rast hinterher, bemerkt dann aber, dass Pamela scheinbar freiwillig auf dem Beifahrerplatz sitzt. Dadurch, angesichts fehlenden Schlafs auf Grund der langen Tour sowie wegen Radioberichten, wonach die Polizei Quid sowohl mit dem Verschwinden Pamelas als auch den Morden in Verbindung bringt, wird Pat immer unsicherer und paranoider.
Als er in der Nacht darauf auf den Van stößt, in einer dortigen Kühlbox nur Essen findet und zudem auf Sex hindeutende Geräusche aus nahen Büschen hört, ist er zunächst überzeugt, dass Pamela freiwillig mitgegangen und am Leben ist. Eine offene Ladetür lässt ihn dann aber glauben, Pamelas zerstückelter Torso hänge zwischen seiner Fracht.
Er setzt seine Fahrt fort und holt kurz vor den Außenbereichen Perths den Van ein, welchen er bis zu einer Sackgasse im Zentrum verfolgt, wo Quids LKW steckenbleibt und der Van nicht weiterfahren kann. Der Killer greift Pat und den Truck an, der daraufhin den Motor startet, sich mit Gewalt freifährt und auf dem Van landet. Der Killer will Quid anschließend ebenfalls erdrosseln, doch Pat befreit sich – und wird zunächst als vermeintlicher Täter von der eintreffenden Polizei festgenommen. Erst als die Beamten die lebendige und gefesselte Pamela dort finden, klärt sich alles auf und der Van-Fahrer wird verhaftet.
Pat und Pamela gehen ihrer Wege und verabschieden sich. Zuvor unterbreitet Quid ihr noch seine Vermutung, Hitch hätte als Leiche im LKW gehangen. In der letzten Szene sieht man, wie eine Reinigungskraft den nun leeren Auflieger säubert und ein an einer Gitarrensaite befestigter Menschenkopf von der Decke in den Putzeimer fällt.

## Trivia
- Ursprünglich planten die Filmemacher mit Sean Connery in der Hauptrolle. Da dieser nicht verfügbar war ging der Part an Keach.
- Da sich die amerikanische Filmfirma AVCO Embassy Pictures an der Produktion beteiligte, setzte diese durch, dass die weibliche Hauptrolle statt mit der australischen Schauspielerin Lisa Peers mit Jamie Lee Curtis besetzt wurde. Dies führte zu Spannungen am Set. Curtis bestätigte dies in einem späteren Interview: sie spürte eine feindselige Atmosphäre seitens der Crew, welche ihr das Gefühl gab, einer Einheimischen die Arbeit weggenommen zu haben.
- Der Produzent des Films, Bernard Schwartz, hat nichts mit dem Vater von Jamie Lee Curtis – dem Schauspieler Tony Curtis – zu tun, der ebenfalls mit richtigem Namen Bernard Schwartz hieß.
- Stacy Keach machte den LKW-Schein, um seine Rolle als Trucker möglichst authentisch spielen zu können.
- Frühe Drehbuchideen sahen vor, dass Quid während der finalen Jagd des Vans durch die Straßen Perths noch einmal den Figuren Frita, Captain Careful und dem verschnupfte Biker begegnet und deren Fahrzeuge bzw. Captain Carefuls neues Boot zerstört. Diese Szenen wurden allerdings aus der Schlusseinstellung entfernt. Trotzdem sind alle drei Figuren zu sehen, als Quid zunächst festgenommen wird – was ohne die zuvor beschriebenen Wiederbegegnungen etwas überraschend wirkt.
- In Deutschland wurde Truck Driver viele Jahre nur in einer um rund sieben Minuten gekürzten Fassung vertrieben. Es handelt sich dabei aber nur um handlungsstraffende Schnitte wie beispielsweise längere Gespräche mit dem Dingo und Frita, ein Kameraschwenk durch ein Raststätten-Lokal und ein nächtlicher Dialog zwischen Quid und Hitch in einer Geisterstadt. Die 2016 herausgegebene deutsche DVD-Fassung ist ungekürzt, die fehlenden Szenen sind integriert und wurden mit neuen Sprechern vertont.

## Rezeption
„Solider Psychothriller ohne Bodycount, für den sich Regisseur Richard Franklin so deutlich von seinem Vorbild Alfred Hitchcock inspirieren ließ, dass der Film in der Kritik häufiger als motorisiertes „Das Fenster zum Hof“ bezeichnet wurde. Stacy Keach („Fat City“) spielt den LKW-Fahrer, der sich ausgiebig mit seinem Dingo unterhält, während Jamie Lee Curtis in ihrer Horror-Periode einmal mehr das potentielle Opfer gibt. Franklin durfte seiner Begeisterung für Hitchcock auch zwei Jahre später mit „Psycho II“ freien Lauf lassen.“

„Trotz einiger Schwächen ein solide inszenierter Psychothriller, der auf vordergründige Schaueffekte ebenso verzichtet wie auf die Klischees des Truckerfilms.“